# Partido Popular (Siria)
El Partido Popular (en árabe: حزب الشعب‎, romanizado: Ḥizb aš-Šaʿb; en francés: Parti du peuple) fue un partido político sirio activo desde su fundación, en 1947, hasta su disolución, en 1963. Se instituyó, desde su fundación, como el principal partido de la oposición al Partido Nacional, cuyo origen era común, ya que ambos eran escisiones del Bloque Nacional, formación política con un papel clave en la independencia siria de Francia.
Las fuertes rivalidades económicas, sociales, políticas y personales, contribuyeron a la disolución, en 1947, del Bloque Nacional. Los dirigentes del norte formaron el partido, que representaba a los terratenientes y negociantes de las regiones centrales y del norte de Siria, y se manifestaba a favor de la unión económica del país con Irak.
Adnan al-Atassi, hijo del antiguo presidente Hashim al-Atassi, fue uno de los primeros fundadores del partido. Hashim al-Atassi no llegó nunca a ser un miembro activo del partido, aunque sí estableció un férreo apoyo a favor del mismo. Su apoyo garantizó al partido su fortaleza en la ciudad de Homs.
En los últimos años ha habido discusiones sobre la posibilidad de revivir el partido de alguna forma tras la liberalización de los requisitos para ser miembro del Frente Nacional Progresista, pero esto no se ha materializado.